# Trilobodrilus axi
Trilobodrilus axi är en ringmaskart som beskrevs av Westheide 1967. Enligt Catalogue of Life ingår Trilobodrilus axi i släktet Trilobodrilus och familjen Dinophilidae, men enligt Dyntaxa är tillhörigheten istället släktet Trilobodrilus och familjen Dorvilleidae. Arten har ej påträffats i Sverige. Inga underarter finns listade i Catalogue of Life.